# Indianapolis 500 in 2019
De 103e editie van de Indianapolis 500 werd in 2019 verreden op zondag 26 mei op de Indianapolis Motor Speedway in Indianapolis in de staat Indiana. Titelhouder Will Power wist zijn titel niet te prolongeren en eindigde als vijfde. Simon Pagenaud werd winnaar van deze editie na van pole position te zijn gestart. Het was zijn eerste zege in de Indianapolis 500, nadat een zesde plaats in 2018 zijn beste klassering tot dan toe was. Voor de eerste keer sinds 2009 werd de race gewonnen door de polesitter.
Voorafgaand aan deze race werd er een race verreden op het binnencircuit, deze werd eveneens gewonnen door Simon Pagenaud.

## Inschrijvingen
Aan deze race namen zeven Indy 500-winnaars mee. De titelhouder Will Power kwam uit voor het Team Penske, waar Hélio Castroneves, winnaar in 2001, 2002 en 2009, als extra coureur deelnam. Takuma Sato, winnaar in 2017, reed bij Rahal Letterman Lanigan Racing. Alexander Rossi en Ryan Hunter-Reay, die wonnen in respectievelijk 2016 en 2014, reden voor Andretti Autosport. Tony Kanaan (2013) en Scott Dixon (2008) kwamen uit voor respectievelijk A.J. Foyt Enterprises en Chip Ganassi Racing.
W = eerdere winnaar
R = rookie
| Nr | Rijders             | Team                                                          | Motor     |
| -- | ------------------- | ------------------------------------------------------------- | --------- |
| 02 | Josef Newgarden     | Team Penske                                                   | Chevrolet |
| 03 | Hélio Castroneves W | Team Penske                                                   | Chevrolet |
| 04 | Matheus Leist       | A.J. Foyt Enterprises                                         | Chevrolet |
| 05 | James Hinchcliffe   | Arrow Schmidt Peterson Motorsports                            | Honda     |
| 07 | Marcus Ericsson R   | Arrow Schmidt Peterson Motorsports                            | Honda     |
| 09 | Scott Dixon W       | Chip Ganassi Racing                                           | Honda     |
| 10 | Felix Rosenqvist R  | Chip Ganassi Racing                                           | Honda     |
| 12 | Will Power W        | Team Penske                                                   | Chevrolet |
| 14 | Tony Kanaan W       | A.J. Foyt Enterprises                                         | Chevrolet |
| 15 | Graham Rahal        | Rahal Letterman Lanigan Racing                                | Honda     |
| 18 | Sébastien Bourdais  | Dale Coyne Racing with Vasser-Sullivan                        | Honda     |
| 19 | Santino Ferrucci R  | Dale Coyne Racing                                             | Honda     |
| 20 | Ed Carpenter        | Ed Carpenter Racing                                           | Chevrolet |
| 21 | Spencer Pigot       | Ed Carpenter Racing                                           | Chevrolet |
| 22 | Simon Pagenaud      | Team Penske                                                   | Chevrolet |
| 23 | Charlie Kimball     | Carlin                                                        | Chevrolet |
| 24 | Sage Karam          | Dreyer & Reinbold Racing                                      | Chevrolet |
| 25 | Conor Daly          | Andretti Autosport                                            | Honda     |
| 26 | Zach Veach          | Andretti Autosport                                            | Honda     |
| 27 | Alexander Rossi W   | Andretti Autosport                                            | Honda     |
| 28 | Ryan Hunter-Reay W  | Andretti Autosport                                            | Honda     |
| 30 | Takuma Sato W       | Rahal Letterman Lanigan Racing                                | Honda     |
| 31 | Patricio O'Ward R   | Carlin                                                        | Chevrolet |
| 32 | Kyle Kaiser         | Juncos Racing                                                 | Chevrolet |
| 33 | James Davison       | Dale Coyne Racing with Byrd/Hollinger/Belardi                 | Honda     |
| 39 | Pippa Mann          | Clauson-Marshall Racing                                       | Chevrolet |
| 42 | Jordan King R       | Rahal Letterman Lanigan Racing                                | Honda     |
| 48 | J.R. Hildebrand     | Dreyer & Reinbold Racing                                      | Chevrolet |
| 59 | Max Chilton         | Carlin                                                        | Chevrolet |
| 60 | Jack Harvey         | Meyer Shank Racing with Arrow Schmidt Peterson                | Honda     |
| 61 | Ed Jones            | Ed Carpenter Racing Scuderia Corsa                            | Chevrolet |
| 66 | Fernando Alonso     | McLaren Racing                                                | Chevrolet |
| 77 | Oriol Servià        | MotoGator Team Stange Racing with Arrow Schmidt Peterson      | Honda     |
| 81 | Ben Hanley R        | DragonSpeed                                                   | Chevrolet |
| 88 | Colton Herta R      | Harding Steinbrenner Racing                                   | Honda     |
| 98 | Marco Andretti      | Andretti Herta Autosport with Marco Andretti & Curb-Agajanian | Honda     |

## Kwalificatie

### Dag 1 - Zaterdag 18 mei
De snelste negen coureurs gingen door naar de Fast Nine Shootout op zondag 19 mei. De coureurs op de plaatsen 10 tot en met 30 starten vanaf deze posities. De zes langzaamste coureurs gingen naar de Last Row Shootout, waarin de drie langzaamste coureurs afvallen en de race niet mogen starten.
| Positie             | Nr                  | Rijder                | Team                                                          | Motor               | Snelheid (m/h)      |
| Fast Nine Shooutout | Fast Nine Shooutout | Fast Nine Shooutout   | Fast Nine Shooutout                                           | Fast Nine Shooutout | Fast Nine Shooutout |
| ------------------- | ------------------- | --------------------- | ------------------------------------------------------------- | ------------------- | ------------------- |
| 1                   | 21                  | Spencer Pigot         | Ed Carpenter Racing                                           | Chevrolet           | 230.083             |
| 2                   | 12                  | Will Power (W)        | Team Penske                                                   | Chevrolet           | 230.081             |
| 3                   | 22                  | Simon Pagenaud        | Team Penske                                                   | Chevrolet           | 229.854             |
| 4                   | 02                  | Josef Newgarden       | Team Penske                                                   | Chevrolet           | 229.749             |
| 5                   | 88                  | Colton Herta (R)      | Harding Steinbrenner Racing                                   | Honda               | 229.478             |
| 6                   | 63                  | Ed Jones              | Ed Carpenter Racing Scuderia Corsa                            | Chevrolet           | 229.440             |
| 7                   | 20                  | Ed Carpenter          | Ed Carpenter Racing                                           | Chevrolet           | 229.349             |
| 8                   | 27                  | Alexander Rossi (W)   | Andretti Autosport                                            | Honda               | 229.268             |
| 9                   | 18                  | Sébastien Bourdais    | Dale Coyne Racing with Vasser-Sullivan                        | Honda               | 228.800             |
| Posities 10–30      |                     |                       |                                                               |                     |                     |
| 10                  | 98                  | Marco Andretti        | Andretti Herta Autosport with Marco Andretti & Curb-Agajanian | Honda               | 228.756             |
| 11                  | 25                  | Conor Daly            | Andretti Autosport                                            | Honda               | 228.617             |
| 12                  | 03                  | Hélio Castroneves (W) | Team Penske                                                   | Chevrolet           | 228.523             |
| 13                  | 07                  | Marcus Ericsson (R)   | Arrow Schmidt Peterson Motorsports                            | Honda               | 228.511             |
| 14                  | 30                  | Takuma Sato (W)       | Rahal Letterman Lanigan Racing                                | Honda               | 228.300             |
| 15                  | 33                  | James Davison         | Dale Coyne Racing with Byrd/Hollinger/Belardi                 | Honda               | 228.273             |
| 16                  | 14                  | Tony Kanaan (W)       | A.J. Foyt Enterprises                                         | Chevrolet           | 228.120             |
| 17                  | 15                  | Graham Rahal          | Rahal Letterman Lanigan Racing                                | Honda               | 228.104             |
| 18                  | 09                  | Scott Dixon (W)       | Chip Ganassi Racing                                           | Honda               | 228.100             |
| 19                  | 77                  | Oriol Servià          | MotoGator Team Stange Racing with Arrow Schmidt Peterson      | Honda               | 227.991             |
| 20                  | 23                  | Charlie Kimball       | Carlin                                                        | Chevrolet           | 227.915             |
| 21                  | 48                  | J.R. Hildebrand       | Dreyer & Reinbold Racing                                      | Chevrolet           | 227.908             |
| 22                  | 28                  | Ryan Hunter-Reay (W)  | Andretti Autosport                                            | Honda               | 227.877             |
| 23                  | 19                  | Santino Ferrucci (R)  | Dale Coyne Racing                                             | Honda               | 227.731             |
| 24                  | 04                  | Matheus Leist         | A.J. Foyt Enterprises                                         | Chevrolet           | 227.717             |
| 25                  | 60                  | Jack Harvey           | Meyer Shank Racing with Arrow Schmidt Peterson                | Honda               | 227.695             |
| 26                  | 42                  | Jordan King (R)       | Rahal Letterman Lanigan Racing                                | Honda               | 227.502             |
| 27                  | 81                  | Ben Hanley (R)        | DragonSpeed                                                   | Chevrolet           | 227.482             |
| 28                  | 26                  | Zach Veach            | Andretti Autosport                                            | Honda               | 227.341             |
| 29                  | 10                  | Felix Rosenqvist      | Chip Ganassi Racing                                           | Honda               | 227.297             |
| 30                  | 39                  | Pippa Mann            | Clauson-Marshall Racing                                       | Chevrolet           | 227.244             |
| Last Row Shootout   |                     |                       |                                                               |                     |                     |
| 31                  | 66                  | Fernando Alonso       | McLaren Racing                                                | Chevrolet           | 227.224             |
| 32                  | 05                  | James Hinchcliffe     | Arrow Schmidt Peterson Motorsports                            | Honda               | 226.956             |
| 33                  | 24                  | Sage Karam            | Dreyer & Reinbold Racing                                      | Chevrolet           | 226.951             |
| 34                  | 31                  | Patricio O'Ward (R)   | Carlin                                                        | Chevrolet           | 226.897             |
| 35                  | 59                  | Max Chilton           | Carlin                                                        | Chevrolet           | 226.321             |
| 36                  | 32                  | Kyle Kaiser           | Juncos Racing                                                 | Chevrolet           | Geen tijd           |
| Officiële uitslag   |                     |                       |                                                               |                     |                     |

### Dag 2 - Zondag 19 mei

#### Last Row Shooutout
| Positie             | Nr             | Rijder              | Team                               | Motor          | Snelheid (m/h) |                |
| Gekwalificeerd      | Gekwalificeerd | Gekwalificeerd      | Gekwalificeerd                     | Gekwalificeerd | Gekwalificeerd | Gekwalificeerd |
| ------------------- | -------------- | ------------------- | ---------------------------------- | -------------- | -------------- | -------------- |
| 31                  | 24             | Sage Karam          | Dreyer & Reinbold Racing           | Chevrolet      | 227.740        |                |
| 32                  | 05             | James Hinchcliffe   | Arrow Schmidt Peterson Motorsports | Honda          | 227.543        |                |
| 33                  | 32             | Kyle Kaiser         | Juncos Racing                      | Chevrolet      | 227.372        |                |
| Niet gekwalificeerd |                |                     |                                    |                |                |                |
| 34                  | 66             | Fernando Alonso     | McLaren Racing                     | Chevrolet      | 227.353        |                |
| 35                  | 31             | Patricio O'Ward (R) | Carlin                             | Chevrolet      | 227.092        |                |
| 36                  | 59             | Max Chilton         | Carlin                             | Chevrolet      | 226.192        |                |

#### Fast Nine Shootout
| Positie           | Nr        | Rijder              | Team                                   | Motor     | Snelheid (m/h) | Punten    |
| Fast Nine         | Fast Nine | Fast Nine           | Fast Nine                              | Fast Nine | Fast Nine      | Fast Nine |
| ----------------- | --------- | ------------------- | -------------------------------------- | --------- | -------------- | --------- |
| 1                 | 22        | Simon Pagenaud      | Team Penske                            | Chevrolet | 229.992        | 9         |
| 2                 | 20        | Ed Carpenter        | Ed Carpenter Racing                    | Chevrolet | 229.889        | 8         |
| 3                 | 21        | Spencer Pigot       | Ed Carpenter Racing                    | Chevrolet | 229.826        | 7         |
| 4                 | 63        | Ed Jones            | Ed Carpenter Racing Scuderia Corsa     | Chevrolet | 229.646        | 6         |
| 5                 | 88        | Colton Herta (R)    | Harding Steinbrenner Racing            | Honda     | 229.086        | 5         |
| 6                 | 12        | Will Power (W)      | Team Penske                            | Chevrolet | 228.645        | 4         |
| 7                 | 18        | Sébastien Bourdais  | Dale Coyne Racing with Vasser-Sullivan | Honda     | 228.621        | 3         |
| 8                 | 02        | Josef Newgarden     | Team Penske                            | Chevrolet | 228.396        | 2         |
| 9                 | 27        | Alexander Rossi (W) | Andretti Autosport                     | Honda     | 228.247        | 1         |
| Officiële uitslag |           |                     |                                        |           |                |           |

## Startgrid
| Rij | Binnen | Binnen               | Midden | Midden               | Buiten | Buiten                |
| --- | ------ | -------------------- | ------ | -------------------- | ------ | --------------------- |
| 1   | 22     | Simon Pagenaud       | 20     | Ed Carpenter         | 21     | Spencer Pigot         |
| 2   | 63     | Ed Jones             | 88     | Colton Herta (R)     | 12     | Will Power (W)        |
| 3   | 18     | Sébastien Bourdais   | 2      | Josef Newgarden      | 27     | Alexander Rossi (W)   |
| 4   | 98     | Marco Andretti       | 25     | Conor Daly           | 3      | Hélio Castroneves (W) |
| 5   | 7      | Marcus Ericsson (R)  | 30     | Takuma Sato (W)      | 33     | James Davison         |
| 6   | 14     | Tony Kanaan (W)      | 15     | Graham Rahal         | 9      | Scott Dixon (W)       |
| 7   | 77     | Oriol Servià         | 23     | Charlie Kimball      | 48     | J.R. Hildebrand       |
| 8   | 28     | Ryan Hunter-Reay (W) | 19     | Santino Ferrucci (R) | 4      | Matheus Leist         |
| 9   | 60     | Jack Harvey          | 42     | Jordan King (R)      | 81     | Ben Hanley (R)        |
| 10  | 26     | Zach Veach           | 10     | Felix Rosenqvist (R) | 39     | Pippa Mann            |
| 11  | 24     | Sage Karam           | 5      | James Hinchcliffe    | 32     | Kyle Kaiser           |

- (W) = Voormalig Indianapolis 500 winnaars
- (R) = Indianapolis 500 rookie

## Race uitslag
| Positie           | Nr | Rijder                | Team                                                          | Motor     | Ronden | Tijd/Opgave  | Pitstops | Grid | Ronden aan de leiding | Punten |
| ----------------- | -- | --------------------- | ------------------------------------------------------------- | --------- | ------ | ------------ | -------- | ---- | --------------------- | ------ |
| 1                 | 22 | Simon Pagenaud        | Team Penske                                                   | Chevrolet | 200    | 2:50:39.2797 | 6        | 1    | 116                   | 112    |
| 2                 | 27 | Alexander Rossi (W)   | Andretti Autosport                                            | Honda     | 200    | +0.2086      | 6        | 9    | 22                    | 82     |
| 3                 | 30 | Takuma Sato (W)       | Rahal Letterman Lanigan Racing                                | Honda     | 200    | +0.3413      | 8        | 14   | 3                     | 71     |
| 4                 | 02 | Josef Newgarden       | Team Penske                                                   | Chevrolet | 200    | +0.8979      | 6        | 8    | 21                    | 67     |
| 5                 | 12 | Will Power (W)        | Team Penske                                                   | Chevrolet | 200    | +1.6173      | 6        | 6    | 7                     | 65     |
| 6                 | 20 | Ed Carpenter          | Ed Carpenter Racing                                           | Chevrolet | 200    | +1.9790      | 6        | 2    | 7                     | 65     |
| 7                 | 19 | Santino Ferrucci (R)  | Dale Coyne Racing                                             | Honda     | 200    | +2.8055      | 6        | 23   | 1                     | 53     |
| 8                 | 28 | Ryan Hunter-Reay (W)  | Andretti Autosport                                            | Honda     | 200    | +4.0198      | 6        | 22   | 0                     | 48     |
| 9                 | 14 | Tony Kanaan (W)       | A.J. Foyt Enterprises                                         | Chevrolet | 200    | +4.7708      | 8        | 16   | 0                     | 44     |
| 10                | 25 | Conor Daly            | Andretti Autosport                                            | Honda     | 200    | +5.3459      | 6        | 11   | 0                     | 40     |
| 11                | 05 | James Hinchcliffe     | Arrow Schmidt Peterson Motorsports                            | Honda     | 200    | +5.4821      | 8        | 32   | 0                     | 38     |
| 12                | 33 | James Davison         | Dale Coyne Racing with Byrd/Hollinger/Belardi                 | Honda     | 200    | +6.2250      | 6        | 15   | 0                     | 36     |
| 13                | 63 | Ed Jones              | Ed Carpenter Racing Scuderia Corsa                            | Chevrolet | 200    | +7.5500      | 8        | 4    | 0                     | 40     |
| 14                | 21 | Spencer Pigot         | Ed Carpenter Racing                                           | Chevrolet | 200    | +8.5566      | 8        | 3    | 4                     | 40     |
| 15                | 04 | Matheus Leist         | A.J. Foyt Enterprises                                         | Chevrolet | 200    | +10.4153     | 7        | 24   | 0                     | 30     |
| 16                | 39 | Pippa Mann            | Clauson-Marshall Racing                                       | Chevrolet | 200    | +12.9803     | 6        | 30   | 0                     | 28     |
| 17                | 09 | Scott Dixon (W)       | Chip Ganassi Racing                                           | Honda     | 200    | +14.7595     | 7        | 18   | 13                    | 27     |
| 18                | 03 | Hélio Castroneves (W) | Team Penske                                                   | Chevrolet | 199    | +1 ronde     | 7        | 12   | 0                     | 24     |
| 19                | 24 | Sage Karam            | Dreyer & Reinbold Racing                                      | Chevrolet | 199    | +1 ronde     | 8        | 31   | 0                     | 22     |
| 20                | 48 | J.R. Hildebrand       | Dreyer & Reinbold Racing                                      | Chevrolet | 199    | +1 ronde     | 9        | 21   | 0                     | 20     |
| 21                | 60 | Jack Harvey           | Meyer Shank Racing with Arrow Schmidt Peterson                | Honda     | 199    | +1 ronde     | 9        | 25   | 0                     | 18     |
| 22                | 64 | Oriol Servià          | Scuderia Corsa with Rahal Letterman Lanigan Racing            | Honda     | 199    | +1 ronde     | 7        | 19   | 0                     | 16     |
| 23                | 07 | Marcus Ericsson (R)   | Arrow Schmidt Peterson Motorsports                            | Honda     | 198    | +2 ronden    | 8        | 13   | 0                     | 14     |
| 24                | 42 | Jordan King (R)       | Rahal Letterman Lanigan Racing                                | Honda     | 198    | +2 ronden    | 8        | 26   | 0                     | 12     |
| 25                | 23 | Charlie Kimball       | Carlin                                                        | Chevrolet | 196    | +4 ronden    | 7        | 20   | 0                     | 10     |
| 26                | 98 | Marco Andretti        | Andretti Herta Autosport with Marco Andretti & Curb-Agajanian | Honda     | 195    | +5 ronden    | 12       | 10   | 0                     | 10     |
| 27                | 15 | Graham Rahal          | Rahal Letterman Lanigan Racing                                | Honda     | 176    | Ongeluk      | 5        | 17   | 0                     | 10     |
| 28                | 10 | Felix Rosenqvist (R)  | Chip Ganassi Racing                                           | Honda     | 176    | Ongeluk      | 6        | 29   | 6                     | 11     |
| 29                | 26 | Zach Veach            | Andretti Autosport                                            | Honda     | 176    | Ongeluk      | 5        | 28   | 0                     | 10     |
| 30                | 18 | Sébastien Bourdais    | Dale Coyne Racing with Vasser-Sullivan                        | Honda     | 176    | Ongeluk      | 5        | 7    | 0                     | 13     |
| 31                | 32 | Kyle Kaiser           | Juncos Racing                                                 | Chevrolet | 71     | Ongeluk      | 2        | 33   | 0                     | 10     |
| 32                | 81 | Ben Hanley (R)        | DragonSpeed                                                   | Chevrolet | 54     | Mechanisch   | 1        | 27   | 0                     | 10     |
| 33                | 88 | Colton Herta (R)      | Harding Steinbrenner Racing                                   | Honda     | 3      | Mechanisch   | 0        | 5    | 0                     | 15     |
| Officiële uitslag |    |                       |                                                               |           |        |              |          |      |                       |        |

1911 · 1912 · 1913 · 1914 · 1915 · 1916 · 1917 · 1918 · 1919 · 1920 · 1921 · 1922 · 1923 · 1924 · 1925 · 1926 · 1927 · 1928 · 1929 · 1930 · 1931 · 1932 · 1933 · 1934 · 1935 · 1936 · 1937 · 1938 · 1939 · 1940 · 1941 · 1942 · 1943 · 1944 · 1945 · 1946 · 1947 · 1948 · 1949 · 1950 · 1951 · 1952 · 1953 · 1954 · 1955 · 1956 · 1957 · 1958 · 1959 · 1960 · 1961 · 1962 · 1963 · 1964 · 1965 · 1966 · 1967 · 1968 · 1969 · 1970 · 1971 · 1972 · 1973 · 1974 · 1975 · 1976 · 1977 · 1978 · 1979 · 1980 · 1981 · 1982 · 1983 · 1984 · 1985 · 1986 · 1987 · 1988 · 1989 · 1990 · 1991 · 1992 · 1993 · 1994 · 1995 · 1996 · 1997 · 1998 · 1999 · 2000 · 2001 · 2002 · 2003 · 2004 · 2005 · 2006 · 2007 · 2008 · 2009 · 2010 · 2011 · 2012 · 2013 · 2014 · 2015 · 2016 · 2017 · 2018 · 2019 · 2020 · 2021 · 2022 · 2023 · 2024